# Joseph McCoy
Joseph « cow boy » McCoy, né le 21 décembre 1837 dans le Comté de Sangamon dans l'Illinois et mort le 19 octobre 1915 à Kansas City (Missouri), est un entrepreneur américain célèbre du XIXe siècle, pour son idée de promouvoir le transport de bovins appelés « Longhorn », du Texas vers l'est des États-Unis.

## Biographie

### Débuts
Joseph Se McCoy était l'un des onze enfants nés de Marie (née Kirkpatrick) et David McCoy. Il est né le 21 décembre 1837 dans le Comté de Sangamon dans l'Illinois. Il est entré dans des affaires comme un éleveur, dans un élevage de vente de mules. Un grand financier vint briser pour McCoy, en 1861, quand il a vendu un Wagon bétailler de mules dans le Kentucky, livraison nécessitant le transport de plus de cinq lignes de chemin de fer. L'expérience a été une leçon importante dans le domaine de la logistique ferroviaire qui lui servira dans sa carrière d'entrepreneur six ans plus tard.

### Le transport de bétail contre les fermiers
Dans les années 1860, des éleveurs de bétail du Texas éprouvèrent des difficultés à obtenir leur Texas Longhorn sur le marché. Les colons étaient opposés à ce que les bovins traversent leurs terres, le bétail pouvant transporter des tiques qui pourraient propager une maladie appelée « fièvre du Texas » fatale à certains types de bétail.
Les bovins appelés Longhorns, plus robustes que ceux du nord, sont en fait rarement sont morts de la maladie.
McCoy s'attend alors à ce que les chemins de fer d'entreprises soient intéressées par l'expansion de leurs opérations de transport de marchandises: il voyait cela comme une bonne occasion d'affaires.

### Les investissements de 1865-1867
Au sud comme au nord, lors de la Guerre de Sécession, les armées se nourrissent de bétail, et Chicago créé des abattoirs géants pour nourrir l'armée du Nord, approvisionnée par le Mississippi. Au Sud, les cow-boys texans sont mobilisés et la terrible sècheresse de 1862-1863 décime des troupeaux livrés à eux-mêmes. La reprise du Mississippi par le Nord en 1863 coupe le dernier débouché des éleveurs texans, qui bradent leurs bêtes au Mexique. En 1865, près de 3,5 à 5 millions de Texas Longhorn vivaient dans l'espace entre le Rio Grande et le Rio Nueces, l'autre fleuve du Texas. En août 1867, le chemin de fer arrive à Abilene (Kansas), à la demande de Joseph McCoy et le mois suivant d'immenses troupeaux aux abattoirs de Chicago, région ou le Maïs a connu une expansion agricole rapide.
McCoy a construit un hôtel, gare, bureau et de la banque, dans un petit village le long de la Kansas Pacific Railway (actuellement, l'Union Pacific). Ce village est devenu connu comme Abilene, Kansas - la première ville de cow-boy. McCoy a été attentif à ce que les bovins puissent être conduit à Abilene, en provenance du Texas et repris ensuite par le rail vers les grandes villes du Midwest et de l'Est des États-Unis.
Abilene était située près de la fin de la Piste Chisholm (nommé d'après Jesse Chisholm), établie lors de la Guerre Civile Américaine pour l'approvisionnement de la Confédération de l'armée. Ce parcours a remis à l'honneur la partie à l'ouest du Kansas, rendant possible l'utilisation de la piste sans créer de l'hostilité chez les propriétaires de fermes du Kansas.
McCoy a fait de la publicité  à travers le Texas pour encourager les propriétaires de bétail à conduire leur bétail sur le marché à Abilene. En 1870, des milliers de bovins Texas longhorn ont été conduits le long de la Chisholm Trail vers le centre d'expédition d'Abilene. En 1871 jusqu'à 5 000 cowboys ont été payées au cours d'une seule journée, et Abilene est devenue un haut lieu de la Conquête de l'Ouest. En raison de leurs longues jambes et durs sabots, les Longhorns ont été la variété bovine idéale pour cette piste de bétail, capable de prendre du poids sur leur chemin vers le marché. Une anecdote veut que McCoy se soit vanté avant de quitter Chicago qu'il apporterait 200 000 vaches en 10 ans et qu'il en fait amené deux millions de têtes en 4 ans, conduisant à l'expression « C'est du vrai de Vrai ».
McCoy a également été l'auteur de l’Historique des croquis du commerce du bétail de l'Ouest et du Sud-Ouest, qui a été publié en 1974, plus de 50 ans après sa mort. Cette carte permet de retrouver les parcours du bétail vers le nord, avant de prendre le train pour l'ouest ou d'être abattu à Chicago.
Joseph McCoy est mort à Kansas City (Missouri) le 19 octobre 1915.